# Oásis de Siuá
O Oásis de Siuá ou de Siua (ou Siwa; em árabe: واحة سيوة‎; romaniz.: Wāḥat Sīwah, do berbere Siwa, "ave de rapina", pássaro protetor do deus do Sol, Amon-Rá) é um oásis no Deserto da Líbia a cerca de 50 km (30 mi) leste da fronteira Líbia e 560 km (348 mi) do Cairo.

## História

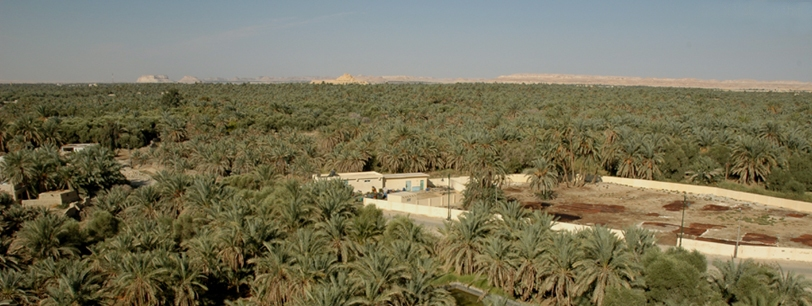
O Oásis de Siuá

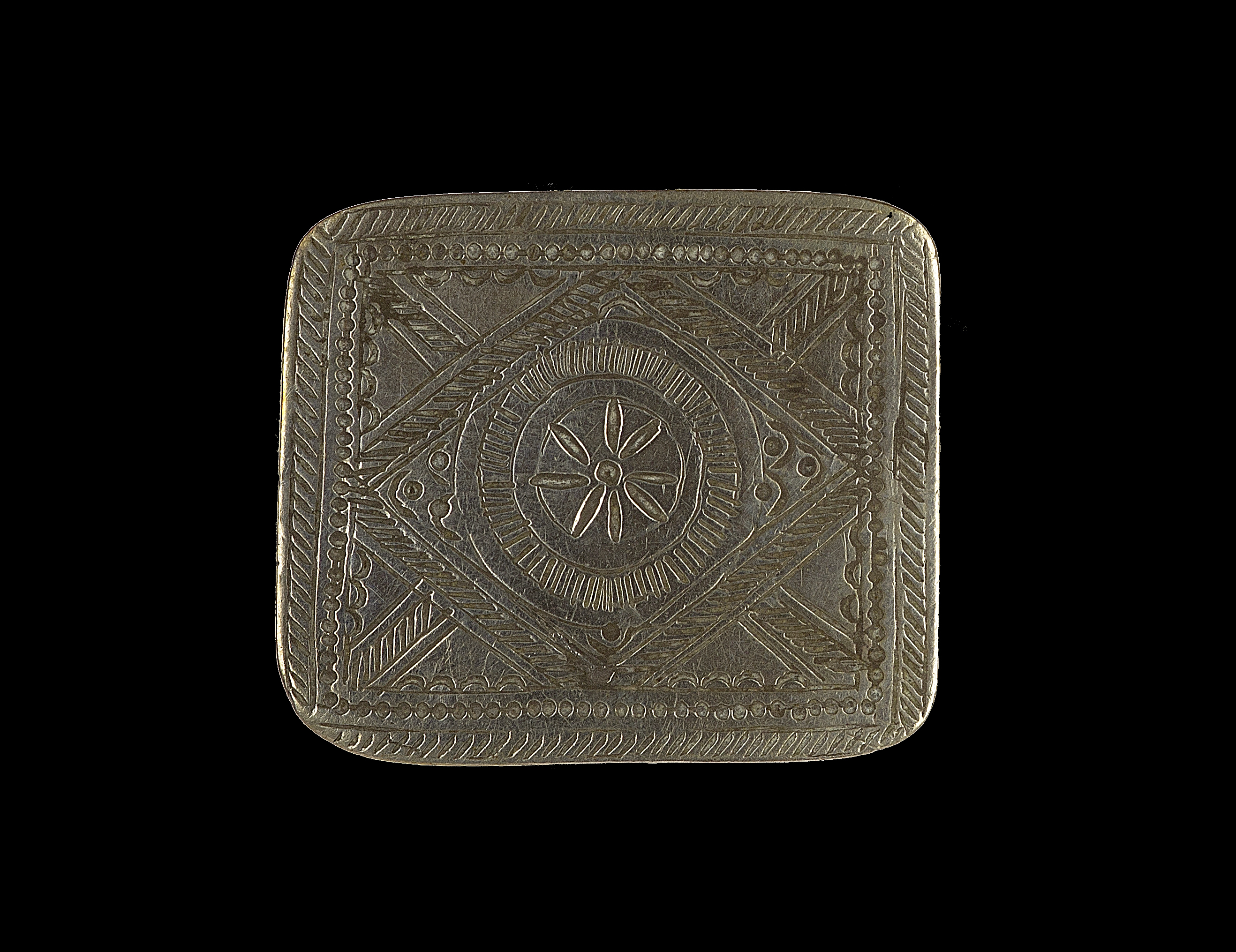
Anel de prata - MHNT

A presença humana no oásis está atestada desde o Paleolítico. No que diz respeito às relações do oásis com a civilização do Antigo Egito, nada se sabe destas até ao período da XXVI dinastia.
De acordo com uma lenda transmitida pelo historiador grego Heródoto, o rei Cambises da Pérsia (524 a.C.) teria enviado um exército de 50 000 soldados para atacar o oásis, mas este teria desaparecido no meio das areias do deserto próximas do oásis.
O oásis tornou-se famoso na Antiguidade devido a nele se encontrar o oráculo de Ámon, cujo templo teria sido construído pelo faraó Amásis. A localização do templo foi identificada em 1899 pelo egiptólogo alemão Georg Steindorff em Aghurmi (a leste). Este templo era de dimensões pequenas (14 x 22 m), julgando-se ter sido construído por trabalhadores gregos, possivelmente da Cirenaica. Em Um el-Ubeida encontram-se ainda as ruínas de um templo dedicado a Amon-Rá que possui inscrições do faraó Nectanebo II.
Depois de ter conquistado o Egito aos Persas, Alexandre Magno dirigiu-se ao oásis de Siuá para consultar o oráculo, tendo sido confirmado não só como filho de Zeus, mas do deus egípcio Ámon. Este acto é interpretado como uma manobra de propaganda que visava legitimar o poder de um estrangeiro sobre o Egito.
Pouco se sabe da história do oásis durante o período romano, embora os sacerdotes tenham continuado a prestar culto a Ámon até ao século VI d.C.
O primeiro europeu a visitar o oásis nos tempos modernos foi William George Browne em 1792 (de fato, o primeiro europeu a visitar o oásis teria sido Alexandre, o Grande em 330 a.C.). Teve que o fazer disfarçado de árabe, dado que os habitantes eram hostis a estrangeiros. Em 1820 o oásis foi conquistado por Mehmet Ali, governador do Egito (na altura parte do Império Otomano). Nos anos 80 foi construída uma estrada de asfalto que liga o oásis a Marsa Matruh, quebrando-se assim o isolamento.

## Arte e costumes locais
A chegada da estrada e da televisão expôs o oásis aos estilos e modas do mundo exterior e os ornamentos tradicionais de prata foram gradualmente substituídos por joias feitas de ouro. No entanto, evidências dos antigos estilos e tradições ainda estão em evidência nos bordados e trajes femininos. O material para o “tarfutet”, o característico xale envolvente usado pelas mulheres, é trazido de fora do oásis, especificamente da cidade de Kirdasa, na província de Gizé.

### Festivais
O povo Siwi é muito religioso, portanto, no Ramadã, eles tendem a fechar todas as lojas e ficar em casa durante todo o mês.[carece de fontes?] Como outros egípcios muçulmanos, os Siwis comemoram o Eid al-Fitr (lʕid ahakkik, "o Pequeno Eid") e o Eid al-Adha (lʕid azuwwar, "o Grande Eid"). No entanto, diferentemente de outros egípcios, no Eid al-Adha os Siwis cozinham a pele da ovelha (junto com suas vísceras) como uma iguaria do festival, depois de remover os pelos. Eles também comem palmito (agroz).
O Festival Siyaha (Eid El Solh-Eid El Hasad), em homenagem ao tradicional santo padroeiro da cidade, Sidi Sulayman, é exclusivo de Siwa (o nome é muitas vezes mal interpretado como uma referência ao “turismo”, mas na verdade é anterior ao turismo). Sabe-se que, nessa ocasião, os homens siwanos se reúnem em uma montanha próxima à cidade de Gabal Al-Dakrour para comer juntos, entoar cânticos de agradecimento a Deus e se reconciliar uns com os outros; todas as casas siwianas cooperam na preparação e no preparo da comida; nesse dia, o povo siwiano come fattah (arroz, pão torrado e carne); após a oração do Dohr (12h), todos os jovens siwanos se reúnem para preparar o banquete, ninguém pode comer antes que o chamador anuncie o início da refeição para que todos possam comer juntos, as mulheres ficam na aldeia e comemoram com danças, cantos e tambores. Os alimentos para o festival são comprados coletivamente, com fundos reunidos pelas mesquitas do oásis. As comemorações duram três dias Qamari e, no início da manhã do quarto dia, os homens siwanos formam uma grande marcha, segurando bandeiras e cantando músicas espirituais. A marcha começa em Gabal El - Dakrour e termina na praça Sidi Solayman - no centro de Siwa - declarando o fim dos festivais e o início de um novo ano sem ódio ou rancor, com amor, respeito e reconciliação.
Tradicionalmente, as crianças Siwi também comemoravam a Ashura acendendo tochas, cantando e trocando doces. A comemoração dos adultos se limitava à preparação de uma grande refeição.

### Relações com os beduínos
Os siwanos são preferencialmente endogâmicos e raramente se casam com não-siwanos. No entanto, as noivas beduínas cobram um preço de noiva mais alto em Siwa do que as de Siwan.
De acordo com os membros mais antigos dos beduínos de Awlad Ali, as relações dos beduínos com os siwanos eram tradicionalmente mediadas por um sistema de “amizade”, por meio do qual um siwano específico (e seus descendentes) seria amigo de um beduíno específico (e seus descendentes). O beduíno se hospedava na casa do Siwan quando chegava a Siwa e trocava seus produtos animais e grãos pelas tâmaras e pelo azeite do Siwan.
Os berberes de Siwa são cerca de 30.000.
As fontes termais são uma atração para os visitantes.

### Papel das mulheres
Tradicionalmente, as mulheres desempenham um papel de destaque nos lares de Siwa, muitas vezes sendo responsáveis pelas decisões financeiras da família. Elas também são responsáveis pela criação dos filhos; o vice-prefeito da cidade disse em 1985: “Se nossos filhos falam siwi, é às nossas mulheres que eles devem isso”.

### Tradição pederástica de Siwa
Siwa é de especial interesse para antropólogos e sociólogos devido à sua aceitação histórica da homossexualidade masculina intergeracional e dos rituais que celebram o casamento entre pessoas do mesmo sexo — tradições que as autoridades egípcias têm procurado reprimir, com crescente sucesso, desde o início do século XX.
O egiptólogo alemão Georg Steindorff explorou o Oásis em 1900 e relatou que as relações pederásticas eram comuns e muitas vezes se estendiam a uma forma de casamento: “A festa de casamento de um menino era celebrada com grande pompa, e o dinheiro pago por um menino às vezes chegava a quinze libras, enquanto o dinheiro pago por uma mulher era de pouco mais de uma libra”. Mahmud Mohammad Abd Allah, escrevendo sobre os costumes de Siwa para o Museu Peabody de Harvard em 1917, comentou que, embora os homens de Siwa pudessem ter até quatro esposas, “os costumes de Siwa permitem que um homem tenha apenas um menino, ao qual ele está vinculado por um rigoroso código de obrigações”.
Em 1937, o antropólogo Walter Cline escreveu a primeira etnografia detalhada dos Siwanos, na qual observou que “Todos os homens e meninos normais de Siwa praticam a sodomia... entre eles, os nativos não têm vergonha disso; falam sobre isso tão abertamente quanto falam sobre o amor às mulheres, e muitas, se não a maioria, de suas brigas decorrem de competição homossexual.... Homens proeminentes emprestam seus filhos uns aos outros. Todos os siwanos conhecem os acasalamentos que ocorreram entre seus xeques e os filhos de seus xeques.... A maioria dos meninos usados em sodomia tem entre 12 e 18 anos de idade.” Depois de uma expedição a Siwa, o arqueólogo Conde Byron de Prorok relatou em 1937 “um entusiasmo [que] não poderia ter sido alcançado nem mesmo em Sodoma... A homossexualidade não era apenas desenfreada, era furiosa... Cada dançarino tinha seu namorado... [e] os chefes tinham haréns de meninos”.
No final da década de 1940, um comerciante Siwano disse ao romancista britânico visitante Robin Maugham que as mulheres siwanas eram "terrivelmente negligenciadas", mas que os homens siwanos “se matariam por um rapaz. Nunca por uma mulher”, embora, como Maugham observou, o casamento com um menino tenha se tornado ilegal naquela época. O arqueólogo egípcio Ahmed Fakhry, que estudou Siwa por três décadas, observou em 1973 que “Enquanto os siwanos ainda viviam dentro de sua cidade murada, nenhum desses solteiros tinha permissão para passar a noite na cidade e tinham que dormir do lado de fora dos portões... Sob tais circunstâncias, não é de surpreender que a homossexualidade fosse comum entre eles.... Até o ano de 1928, não era incomum que algum tipo de acordo por escrito, às vezes chamado de contrato de casamento, fosse feito entre dois homens; mas desde a visita do rei Fu'ad a esse oásis, isso foi completamente proibido... No entanto, esses acordos continuaram, mas em grande sigilo e sem a escrita real, até o final da Segunda Guerra Mundial. Agora, essa prática não é mais seguida”.
Apesar da multiplicidade de fontes para essas práticas, as autoridades egípcias e até mesmo os anciãos tribais de Siwa tentaram reprimir o registro histórico e antropológico. Quando o antropólogo nascido em Siwa, Fathi Malim, incluiu referências à homossexualidade Siwana (especialmente um poema de amor de um homem para um jovem) em seu livro Oasis Siwa (2001), o conselho tribal exigiu que ele apagasse o material na edição atual do livro e o removesse de edições futuras, ou seria expulso da comunidade. Malim concordou relutantemente e removeu fisicamente as passagens da primeira edição de seu livro, excluindo-as da segunda. Um livro mais recente, Siwa Past and Present (2005), de A. Dumairy, diretor da Siwa Antiquities, omite discretamente qualquer menção às famosas práticas históricas dos habitantes.